# Stazione di Galdo
Stazione di Galdo 1987-ben bezárt vasútállomás Olaszországban, Galdo degli Alburni településen.

## Vasútvonalak
Az állomást az alábbi vasútvonalak érintették:
- Sicignano degli Alburni-Lagonegro-vasútvonal

## Kapcsolódó állomások
A vasútállomáshoz az alábbi állomások vannak a legközelebb:
- Stazione di Castelluccio
- Petina railway station